# Denis Brihat
Denis Brihat, né le 16 septembre 1928 à Paris 16e et mort le 3 décembre 2024, à l’âge de 96 ans, à Apt (Vaucluse), est un photographe français, lauréat du prix Niépce en 1957. Il a longtemps enseigné la photographie dans son atelier de Bonnieux, tout en menant une œuvre personnelle.

## Biographie
Denis Brihat réalise très jeune, à l'âge de quinze ans, ses premières photographies en 1943. Après une formation de quelques mois à l'école de photographie de la rue de Vaugirard, de 1948 à 1951, il continue son apprentissage sur le terrain et commence à exercer son métier à travers différentes disciplines : architecture, industrie, reportages, portraits…
En 1952, il s'installe à Biot, dans les Alpes-Maritimes, où il reste jusqu'en 1955. Il produit des photographies d'illustration pour des éditeurs et réalise ses premiers travaux personnels. 

### L'Inde et le prix Niépce
C’est à cette époque, qu’encouragé par Robert Doisneau, il commence à travailler avec l'agence Rapho. Ce qui lui permet, en 1955-1956, de passer une année en Inde, où il effectue des reportages d'illustration pour l’édition. À son retour, son travail sur l'Inde, récompensé en 1957 par le prix Niépce, est exposé à la Société française de photographie. Mais les métropoles indiennes l’ont dégoûté de la ville, et le travail de reportage ne le satisfait pas. 

### Installation dans le Vaucluse
En 1958, il s'installe définitivement en Provence, à Bonnieux (Vaucluse), afin de se consacrer entièrement à sa recherche personnelle sur le thème de la nature sous la forme de « tableaux photographiques ». Alors que la photographie est à cette époque purement illustrative, Il est l'un des premiers photographes à cesser de travailler pour l'édition, et à se consacrer entièrement au « mur » (expositions, galeries, vente aux particuliers), en limitant le nombre d'épreuves et en fixant les prix selon les principes du marché de l'art.
De 1958 à 1967, il traverse une période de réflexion et de création au cours de laquelle, isolé sur le plateau des Claparèdes, désert à l’époque, il vit enfin la photographie qu’il souhaite faire depuis longtemps : pénétrer et vivre cette nature, en révéler toute la complexité et la beauté.
Plusieurs expositions importantes jalonnent cette période, notamment, en 1966, au musée des Arts décoratifs à Paris et en 1967 au MoMA (New York), avec Pierre Cordier et Jean-Pierre Sudre.
Durant cette période, il participe tous les ans au Congrès des Arts graphiques de Lurs en Provence.
En 1968 commence sa recherche sur la couleur par le biais des virages métalliques et sur un procédé de gravure de la gélatine (grignotage), techniques qu’il ne cesse d’explorer et de perfectionner depuis lors.
Durant l’été 1969, il organise à Bonnieux, avec Jean-Pierre Sudre, un stage de photographie expérimentale. Il crée l’association « Études et recherches d’art photographique du Luberon » et un stage durant l’année scolaire destiné à la formation de futurs professionnels (qu’il continuera de proposer durant huit ans).
En 1970, il participe aux premières Rencontres de la photographie d'Arles.
À la demande de son ami le peintre américain Bernard Pfriem, il crée un cours de photographie au sein de l'American School of the Arts,  à Lacoste. Il y enseignera durant de nombreuses années.
Il participe à l'exposition collective Le Groupe Libre Expression : Expo 5 présentée par Jean-Claude Gautrand.
Il participe en 1977 à la création d’un cycle d’études de la photographie au sein de l'université de Provence à Marseille. Il y enseignera durant deux ans.
Malgré les stages et l’enseignement, il aura durant cette période de nombreuses expositions (voir liste) ; mais s’il arrête les grands stages à l’année en 1976, il propose dès 1980 des stages d’une semaine dirigés soit par d’éminents confrères (Hélène et Rachel Théret ; Jean Dieuzaide, Louis Bernnard d’Outrelandt), soit par lui-même.
Il reçoit en 1987 le grand prix photographie de la ville de Paris.
En 1998, il arrête toute forme d’enseignement pour se consacrer à son œuvre.
Denis Brihat meurt à Apt le 3 décembre 2024 à l'âge de 96 ans,,,.

### Les grandes séries
Au cours des années 1980-2000, il se consacre à la réalisation de grandes séries, souvent sur plusieurs années. Ces grands cycles de photographies sont : les oignons, les coquelicots, les cerisiers, les tulipes, les kiwis (15 photographies tirées à trois exemplaires), les arbres, les cœurs de fleurs, le fortuit. En 1997-1998, il tire quarante photographies : Sables, qui seront exposées à la Galerie de la Gare (Bonnieux) au cours de l’été 1998.
Il n’a cessé depuis les années 1960 d’exposer en France et à l’étranger.
Il est représenté par la galerie Camera Obscura.

## Collection publique
- Tulipe noire, 1977, 50 × 65 cm, musée d'art de Toulon.

## Publications
- Denis Brihat : photographe alchimiste, Lausanne, Musée de l’Élysée, 1995
- 2005 : Le Jardin du monde, textes de Paul Jay, Michel Tournier, Charles-Henri Favrod, 133 p., La Photographie à Aix-en-Provence/Le Temps qu'il fait, Bazas  (ISBN 978-2-86853-447-7)
- Premières années en Provence, Manosque, Le Bec en l'Air, 2013, 136 p. (ISBN 978-2-36744-032-3)
- Les Métamorphoses de l’argentique, Le Bec en l'air, 2021, 224 p. (ISBN 978-2-36744-164-1)
- Les Oignons de Denis Brihat (préf. Michel Poivert), Marseille, Le Bec en l'air, 2023, 128 p. (ISBN 978-2-36744-181-8)

## Expositions
Liste non exhaustive

### Expositions personnelles
- 1972 : Photographies de Denis Brihat : hommage à Eugène Atget, Galerie la Demeure, Paris[9],[10].
- 27 mai - 4 juillet 1977 : Denis Brihat, Musée Nicéphore-Niépce, Chalon-sur-Saône[11].
- 1er - 30 avril 1980 : Denis Brihat, Galerie municipale du Château d'eau, Toulouse[12].
- 1er novembre 1994 - 15 janvier 1995 : Denis Brihat, Musée de l'Élysée, Lausanne[13].
- 22 octobre 2011 - 4 février 2012 : Denis Brihat, 1958-2011, Centre d'art Campredon, L'Isle-sur-la-Sorgue[14],[15].
- 6 septembre - 19 octobre 2019: Fragments d'un paradis, Galerie Camera Obscura, Paris.
- 8 octobre - 8 décembre 2019 : Denis Brihat, photographies – De la nature des choses, Bibliothèque nationale de France, Paris[16],[17].
- 2019 : Inde 1955, Atelier L'Œil vert, Paris.
- décembre 2019 - février 2020 : With love from India, Galerie Retour de voyage, L'Isle-sur-la-Sorgue[18].
- 17 septembre - 31 octobre 2020 : L’Eden de Denis, Galerie Parallax, Aix-en-Provence.
- 15 juin - 31 août 2022 : A fleur de sable, Galerie Retour de voyage, L'Isle-sur-la-Sorgue.
- 2023 : La nature au cœur, Le musée du regard, Le Havre.
- 12 janvier - 1er mars 2025 : Denis Brihat / Danielle Kwaaitaal : Dialogue, Michele Schoonjans Gallery, Bruxelles.

### Expositions collectives
- 26 avril - 16 juillet 1967 : A European Experiment, Museum of Modern Art (MoMA), New York : photographies de Jean-Pierre Sudre, Pierre Cordier et Denis Brihat[19].
- 13 juillet - 21 octobre 2012 : Au bonheur des fleurs, Pavillon populaire, Montpellier ; photographies de Denis Brihat, Nobuyoshi Araki, Paul den Hollander (nl), Lee Friedlander, Gérard Traquandi.